# Кришталевич, Ульяна Феоктистовна
Ульяна Феоктистовна Кришталевич (27 декабря 1923 года, деревня Зачеревье, Польша — 11 декабря 2017 года) — белорусский советский коммунистический и государственный деятель, первый секретарь Докшицкого райкома Компартии Беларуси, Витебской области. Герой Социалистического Труда (1973). Член ЦК Компартии Беларуси. Депутат Верховного Совета СССР 8-го созыва. Депутат Верховного Совета Белорусской ССР 12-го созыва (1990—1996).

## Биография
Родилась в 1918 году в многодетной крестьянской семье в деревне Зачеревье (сегодня — Миорский район, Витебская область). Подростком трудилась няней, занималась батрачеством. Во время оккупации воевала в составе партизанского отряда имени Котовского. Получила ранение.
После войны была председателем колхоза имени Чапаева Браславского района. Потом находилась на партийных и государственных должностях — председатель Браславского районною Совета народных депутатов, первый секретарь Плисского райкома партии, председатель Докшицкого районного Совета народных депутатов, первый секретарь Докшицкого райкома партии.
Будучи первым секретарём Докшицкого райисполкома, вывела район в число передовых по сельскохозяйственному производству в Белоруссии. Если до её назначения средний показатель урожайности зерновых по району составлял около 4 — 6 гектаров зерновых с гектара, то во время её руководства районом урожайность поднялась до 31 центнеров с гектара.
Указом Президиума Верховного Совета СССР от 12 декабря 1973 года удостоена звания Героя Социалистического Труда с вручением ордена Ленина и золотой медали «Серп и Молот».
В ноябре 1974 года была назначена заместителем министра социального обеспечения БССР.
Избиралась членом ЦК Компартии Беларуси, депутатом Совета Союза Верховного Совета СССР 8-го созыва от Витебской области (1970—1974) и депутатом Верховного Совета БССР 12-го созыва от Белорусской республиканской организации ветеранов войны, труда и Вооружённых сил (член Секретариата третьей Сессии и член Комиссии по делам ветеранов, труда и Вооружённых сил).

## Награды
- Герой Социалистического Труда
- Орден Ленина — дважды
- Орден Отечественной войны 2 степени
- Орден Октябрьской Революции
- Орден Трудового Красного Знамени
- Медаль «За отвагу»